# Rékai Iván
Rékai Iván (Budapest, 1934. október 4. – 2014. szeptember 3.) zeneszerző, zeneelmélet-tanár, Rékai Nándor karmester és Mosshammer Ottó hárfaművész unokája, Rékai András operarendező unokaöccse.

## Élete
Rékai Miklós (1906–1959) hárfaművész és Mosshammer Stefánia fiaként született. 1956-tól a Bartók Béla Konzervatóriumban, 1959-től a Liszt Ferenc Zeneművészeti Főiskolán volt Sugár Rezső és Viski János zeneszerzés és -elmélet növendéke. Ugyanakkor Montag Lajos nagybőgőtanítványa is volt.
1959-től 1967-ig a Magyar Rádió külső munkatársaként zenei rendezőként dolgozott. Ezzel párhuzamosan, 1963-ban kezdte tanári pályáját a veszprémi zeneiskolában. 1964-ben debütált zeneszerzőként. 1966-tól a budapesti IV. kerületi zeneiskolának volt szolfézs, zeneelmélet és -irodalom oktatója. 1991-ben feleségével, Forgács Éva (1933–) opera-énekesnővel részt vettek az Alkotó Muzsikusok Társasága megalakításában, melynek Rékai haláláig aktív tagja volt, neje pártoló tagként 2008-ig ügyvezető titkára. Nyugdíjazásuk után Majosházán éltek.
Szerzeményei tanári munkájához kapcsolódva főként pedagógiai célúak.

## Művei
- Négy korai dal (első bemutatott műve Ady Endre és Tóth Árpád verseire)
- 5 bagatell (oboa vagy fuvola, zongora)
- 5 könnyű hegedűduó gyermekeknek
- Vocalise. Hívogató. Játék. Panasz (szoprán hang, fuvola, brácsa)
- Kamarakantáta (Áprily Lajos verseire)
- Reflexiók, op. 8 (brácsa, zongora)
- A Szent Márton barlang, op. 9 (orgona)
- Öt darab rézfúvóstrióra. Benjamin Britten emlékére, op. 12
- Szárnyak, op. 13 (hárfa, csembaló)
- Villanások, op. 14 (Nagy László verseire; szoprán hang, cimbalom)
- Csembalódarab, op. 15
- Képek vonósnégyesre, op. 17
- Nagykőrösi emlék (fúvószenekar)
- 7+7 Duos for two Horns (Hajdu Lóránttal [1937–])
- Öt darab klarinétokra